# موتور كرم شاه
موتور كرم شاه (بالإنجليزية: Mowtowr-e Karam Shah)‏ هي منطقة سكنية تقع في سيستان وبلوتشستان في إيران. يقدر عدد سكانها بـ 26 نسمة .